# Canal 12 (Córdoba)
El Canal 12 de Córdoba, más conocido como El Doce, es una estación de televisión abierta argentina afiliada a El Trece que transmite desde la ciudad de Córdoba. La emisora se llega a ver en gran parte de la Provincia de Córdoba y en parte de la Provincia de Catamarca a través de estaciones repetidoras. Es operado mayoritariamente por el Grupo Clarín a través de Artear.

## Historia
La licencia inició sus transmisiones regulares el 18 de abril de 1960 como LU1-H TV Canal 13 de Córdoba. Fue fundada por la empresa Telecor S.A.C.I. y fue la primera estación de televisión abierta del interior del país, el segundo al nivel nacional y el primero de propiedad privada en Argentina.
El 10 de octubre de 1963, mediante el Decreto 9088, el Poder Ejecutivo Nacional adjudicó a la empresa Telecor S.A.C.I. trasladar la estación al Canal 12 de la banda VHF; de esta forma, modifica su indicativo de LU1-H a LV 81 TV.
El 18 de abril de 1967, Canal 12 instaló su primera repetidora, ubicada en la cima del Cerro La Rosilla. El 3 de agosto de 1970, luego de verificar que las instalaciones de la repetidora funcionen correctamente, el Ente Nacional de la Radiodifusión y Televisión autorizó su funcionamiento en forma regular.
En 1971, se llevó a cabo el primer enlace en vivo con Buenos Aires al transmitir el informativo Telenoche de Canal 13.
El 1 de abril de 1980, Canal 12 comenzó a emitir programas en color de forma experimental.
El 12 de noviembre de 1982, mediante el Decreto 1207 (publicado el 17 de noviembre), el Poder Ejecutivo Nacional renovó la licencia conferida del Canal 12.
En noviembre de 1987, el entonces gobernador de la Provincia de Catamarca, Vicente Saadi, ordenó tomar por la fuerza el Canal 11, la repetidora que tenía Canal 12 en la Sierra de Ancasti. La toma ocurrió el 12 del mismo mes; la estación repetidora fue utilizada para emitir durante la noche la programación de la emisora pública Catamarca Televisora Color (CTC). La intervención de la frecuencia provocó un conflicto entre Gobierno provincial y Telecor, licenciataria de Canal 12 de Córdoba. En 1989, CTC había dejado de emitir programación. En 1990, el gobierno catamarqueño (en ese entonces bajo la gestión de Ramón Saadi) y Telecor sellaron un acuerdo (el cual fue ratificado mediante el Decreto Provincial 2082/90) en el cual el primero reconocía al segundo el uso de la frecuencia del Canal 11 y los inmuebles que se utilizaban para retransmitir la señal de Canal 12. Además, se acordó que la provincia se hacía cargo de los gastos causados por el litigio.
El 7 de junio de 1997, Guillermo Liberman adquirió el 49,815% de las acciones de Telecor. El 25 de marzo de 1998, Liberman transfirió dichas acciones a la empresa Sociedad Argentina de Medios S.A.
En diciembre de 1998, mediante la Resolución 2611, la Secretaría de Comunicaciones autorizó a Canal 12 a realizar pruebas en la Televisión Digital Terrestre bajo la normativa ATSC (normativa que fue dispuesta mediante la Resolución 2357). Para ello se le asignó el Canal 13 en la banda de VHF.
El 25 de febrero de 2000, la empresa Arte Radiotelevisivo Argentino (subsidiaria del Grupo Clarín) adquirió el 50,185% de las acciones de Telecor que pertenecían a Sociedad Argentina de Medios S.A. y a José María Buccafusca, poniendo a cargo de su dirección a Ricardo R. Blanco. Además, el 16 de marzo de ese año, la empresa adquirió un 35% del paquete accionario de la empresa cordobesa que le pertenecían a Aron Braver y Francisco Quiñonero. La transferencia del 85,185% de las acciones de Telecor a Artear fue aprobada por la Secretaría de Defensa de la Competencia y del Consumidor el 30 de agosto de 2000 y por el Ente Nacional de Comunicaciones el 5 de abril de 2016.
El 14 de febrero de 2001, mediante la Resolución 100, el Comité Federal de Radiodifusión autorizó al Municipio de Río Tercero a instalar una repetidora de la emisora, asignándole el canal 43 en la banda de UHF.
El 2 de noviembre de 2002, falleció el accionista Aron Braver, quedando las acciones que tenía de Telecor en manos de Carmen Victoria Quiñonero y su sobrino (y también accionista del canal) Francisco Quiñonero. El 30 de diciembre de 2012, falleció Carmen Quiñonero y, el 22 de julio de 2013, las acciones que le pertenecían fueron transferidas a Francisco. La transferencia de dichas acciones a Francisco Quiñonero fue aprobada el 12 de abril de 2016.
El 8 de noviembre de 2011, la Autoridad Federal de Servicios de Comunicación Audiovisual, mediante la Resolución 1663, autorizó al Canal 12 a realizar pruebas en la Televisión Digital Terrestre bajo el estándar ISDB-T (adoptado en Argentina mediante el Decreto 1148 de 2009). Para ello se le asignó el Canal 40 en la banda de UHF.
El 28 de mayo de 2012, Canal 12 comenzó a emitir programación en HD, convirtiéndose en el primer canal del interior en emitir bajo ese formato.
El 4 de noviembre de 2013, el Grupo Clarín presentó su plan de adecuación voluntaria ante la Autoridad Federal de Servicios de Comunicación Audiovisual con el fin de adecuarse a la Ley de Servicios de Comunicación Audiovisual donde, entre otras, propuso dividir el grupo en 6. Canal 12 fue asignado al Grupo 1, integrada por Artear, Radio Mitre y 24 licencias de TV por cable que pertenecían a Cablevisión. El plan fue aprobado el 17 de febrero de 2014. Sin embargo, en octubre de ese año, la AFSCA dio marcha atrás con la aprobación de la adecuación voluntaria, y como consecuencia se decidió avanzar con la adecuación de oficio, debido a supuestas irregularidades que había debido a que habían socios cruzados entre los asignatarios de ciertas licencias y unidades. El 31 de octubre, el juez federal civil y comercial Horacio Alfonso dictó una media precautelar que suspendió la adecuación de oficio. El 10 de diciembre, fue dictada la cautelar por 6 meses y en junio de 2015 fue renovada por otros 6 meses más. El 29 de diciembre de 2015, mediante el Decreto 267/2015 (publicado el 4 de enero de 2016), se realizaron cambios a varios artículos de la ley. Con los cambios en la ley, ya no era necesario que el Grupo Clarín se dividiera. En enero de 2016, Clarín decidió suspender su plan de adecuación. El 2 de febrero, el Ente Nacional de Comunicaciones (sucesora de la AFSCA) decidió archivar todos los planes de adecuación (incluyendo el de Clarín). Como consecuencia de esto, el Grupo Clarín ya no tiene obligación de dividirse o de vender sus licencias.
El 26 de febrero de 2015, la Autoridad Federal de Servicios de Comunicación Audiovisual, mediante la Resolución 35, le asignó a Canal 12 la frecuencia 27 de la banda UHF para emitir de forma regular (en formato HD) en la Televisión Digital Terrestre. Para abril de ese año, Canal 12 ya estaba transmitiendo en la TDA por el canal virtual 27.1.
El 23 de octubre de 2020, Canal 12 anunció la inclusión de una señal especial de la emisora (con programación local) a la grilla de la operadora de televisión satelital DirecTV desde el 26 del mismo mes, convirtiéndose en el primer canal de la ciudad de Córdoba en ingresar a esta plataforma.

## Programación
Actualmente, parte de la programación del canal consiste en retransmitir los contenidos del Canal 13 de Buenos Aires (cabecera de la cadena Artear/El Trece).
La señal también posee programación local, entre los que se destacan los noticieros locales (Arriba Córdoba, Noticiero Doce, Todo Córdoba, Telenoche y Buenas Noches Córdoba), Agroverdad (programa agropecuario), Deportes en Marcha (programa deportivo), El Show del Lagarto (magazine matutino), Seguimos en El Doce (magazine de la siesta), De acá para allá (magazine vespertino) y Vamos a Jugar (entretenimientos).

## Servicio informativo
El canal posee un servicio informativo del canal con principal enfoque en las noticias locales, nacionales e internacionales. Actualmente posee cinco noticieros que se emiten de lunes a viernes por su señal tradicional y la señal secundaria: Arriba Córdoba a las 7:00, Noticiero Doce a las 12:00, Todo Córdoba a las 19:00 (exclusivo de la señal secundaria), Telenoche a las 20:00 y Buenas Noches Córdoba a las 0:00 (exclusivo de la señal secundaria).

## Repetidoras
Canal 12 cuenta con 20 repetidoras en la Provincia de Córdoba, 2 en la Provincia de Catamarca, 1 en la Provincia de La Rioja y 1 en la Provincia de San Luis. De las 24 que tiene autorizada el canal, sólo son reconocidas 19 como repetidoras en funcionamiento.
| Provincia de Córdoba | Provincia de Córdoba                     |
| -------------------- | ---------------------------------------- |
| Canal                | Localización de la repetidora            |
| 24                   | Altos de Chipión                         |
| 54                   | Arroyito                                 |
| 66                   | Bell Ville                               |
| 32                   | Cerro Colorado                           |
| 6                    | Cumbres de Achala                        |
| 2                    | Deán Funes                               |
| 61                   | Del Campillo                             |
| 38                   | Valle de Calamuchita (fuera de servicio) |
| 50                   | General Levalle                          |
| 56                   | Jovita                                   |
| 52                   | La Brianza                               |
| 64                   | La Francia                               |
| 37                   | Las Varas                                |
| 8                    | Laboulaye                                |
| 5                    | Los Cocos/Valle de Punilla               |
| 57                   | Marcos Juárez                            |
| 35                   | San Francisco                            |
| 45                   | Vicuña Mackenna                          |
| 59                   | Villa Carlos Paz (fuera de servicio)     |
| 38                   | Villa María                              |

| Provincia de Catamarca | Provincia de Catamarca               |
| ---------------------- | ------------------------------------ |
| Canal                  | Localización de la repetidora        |
| 11                     | Ancasti                              |
| 8                      | Minas Capillitas (fuera de servicio) |

| Provincia de La Rioja | Provincia de La Rioja         |
| --------------------- | ----------------------------- |
| Canal                 | Localización de la repetidora |
| 11                    | Chilecito (fuera de servicio) |

| Provincia de San Luis | Provincia de San Luis         |
| --------------------- | ----------------------------- |
| Canal                 | Localización de la repetidora |
| 7                     | Merlo (fuera de servicio)     |